# Čepičnice
Čepičnice (Calyptranthes) je rod rostlin z čeledi myrtovité. Jsou to stromy a keře s jednoduchými vstřícnými listy a drobnými květy s množstvím tyčinek a nenápadnými nebo chybějícími korunními lístky. Kalich má ojedinělou stavbu a při rozkvětu se odklápí na stranu jako víčko. Rod zahrnuje asi 100 druhů a je rozšířen v tropické a subtropické Americe od jižní Floridy po Uruguay. Význam je spíše jen místní. Některé druhy mají jedlé plody, poskytují tvrdé dřevo nebo jsou využívány v tradiční medicíně.

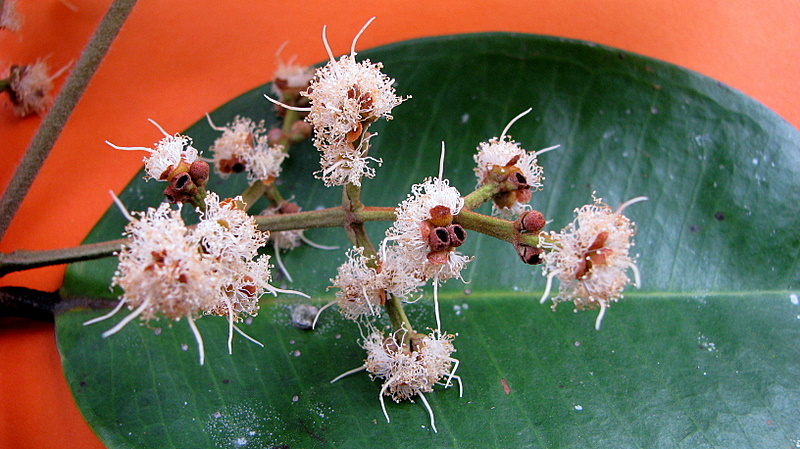
Detail květenství C. clusiifolia

## Popis
Čepičnice jsou keře a stromy, dorůstající výšky až 30 metrů. Větévky jsou charakteristicky vidličnatě větvené, starší větve jsou poněkud klikatě rostlé. Odění je složené z jednoduchých nebo dvouramenných chlupů, případně jsou rostliny lysé. Listy jsou jednoduché, celokrajné, tuhé, vstřícné, křižmostojné. Žilnatina (botanika)| je zpeřená, u mnohých druhů s nepříliš zřetelnými, hustě paralelními postranními žilkami. Květy jsou drobné, uspořádané v latách nebo vrcholících vyrůstajících z úžlabí protilehlých listů. Češule (květní trubka) je dlouhá a zřetelně přesahuje semeník.
Kalich má unikátní stavbu, kališní lístky jsou v poupěti zcela srostlé a kalich se odděluje od češule kruhovitým švem v podobě víčka, které se v průběhu rozkvétání odklání na stranu a později opadává. Koruna je drobná, nenápadná, složená ze 2 až 5 lístků, nezřídka zcela chybí. Často jsou korunní lístky přirostlé k víčku a opadávají spolu s ním.
Tyčinek je mnoho a jsou přirostlé k okraji češule. Semeník je spodní, srostlý ze 2 nebo 3 plodolistů a se stejným počtem komůrek obsahujících po 2 vajíčkách. Plody jsou kulovité bobule obsahující 1 nebo 2 semena. Na vrcholu bobule je kroužek po opadlém kališním víčku.

## Rozšíření
Rod čepičnice zahrnuje asi 100 druhů. Je rozšířen v tropické a subtropické Americe od jižní Floridy po Uruguay a na Karibských ostrovech. V USA se vyskytuje jediný druh, C. pallens, který roste na jižní Floridě. Z Brazílie je známo 68 druhů, z toho 26 druhů roste v brazilské Amazonii.
Rod zahrnuje velký počet endemitů a také několik všeobecně rozšířených druhů (např. C. fasciculata, C. multiflora).

## Ekologické interakce
Květy čepičnic opylují zejména drobnější druhy hmyzu.
Semena jsou šířena ptáky i savci, kteří konzumují plody. V Brazílii je vyhledává např. tangara tříbarvá (Tangara seledon), tangara nachová (Ramphocelus bresilius), tyran bentevi (Pitangus sulphuratus), tyran pospolitý (Myiozetetes similis), elenie chocholatá (Elaenia flavogaster) a různé druhy drozdů, ze savců např. lvíček zlatý (Leontopithecus rosalia).

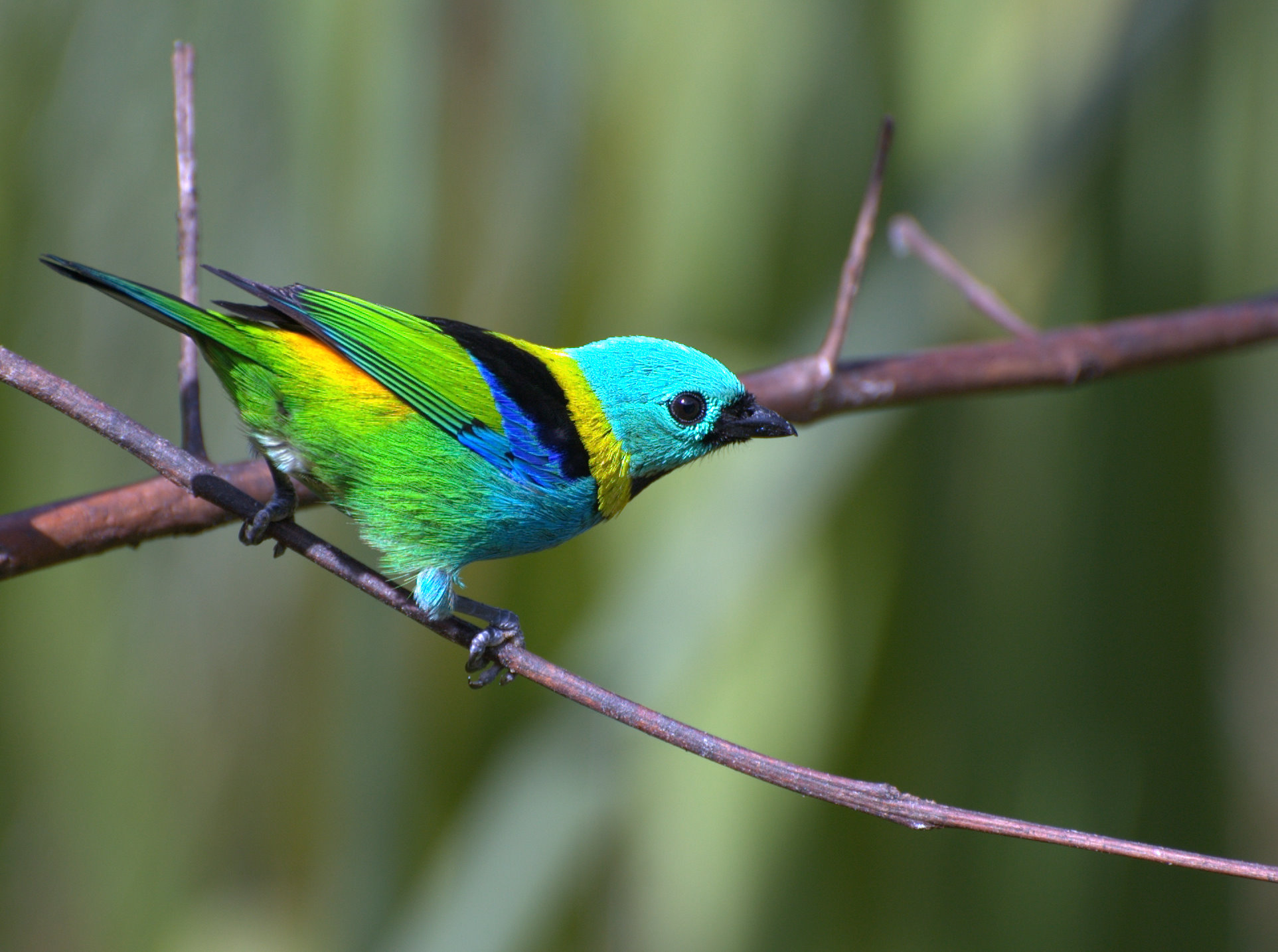
Tangara tříbarvá

## Ohrožení a ochrana
Řada druhů čepičnic má pouze omezený výskyt a jsou řazeny mezi ohrožené druhy. V Červeném seznamu ohrožených druhů IUCN je jako kriticky ohrožené zařazeno celkem 6 druhů.

## Taxonomie
Rod Calyptranthes je v rámci myrtovitých řazen do podčeledi Myrtoideae a tribu Myrteae. Je řazen do taxonomicky složité skupiny označované jako Myrcia s.l. nebo Myrcia group. Podle výsledků fylogenetických studií je rod Calyptranthes (podobně jako příbuzný rod Gomidesia) monofyletickou skupinou, která však tvoří vývojovou větev uvnitř rodu Myrcia. Taxonomie této skupiny není dosud vyřešena. Zabývá se jí pracovní skupina taxonomů při Královské botanické zahradě v Kew. Nejblíže příbuznou, sesterskou skupinou je rovněž monofyletická větev složená z některých druhů řazených v současné taxonomii do rodu Marlierea (M. eugeniopsoides, M. racemosa, M. clausseniana) a některých druhů z rodu Myrcia (M. tenuivenosa).
Rod Calyptranthes je po morfologické stránce jednoznačně vymezený oproti jiným rodům myrtovitých kompletně srostlými kališními lístky, které se při rozkvětu vcelku odklápějí v podobě víčka. Lze jej identifikovat i ve sterilním stavu podle charakteristicky vidličnatě větvených větévek a s tím souvisejících cik-cak klikatých starších větví.

## Význam
Význam čepičnic je spíše jen místní.
Plody některých druhů (C. pallens, C. lucida) jsou jedlé.
Dřevo C. costaricensis a C. plicata je velmi tvrdé, některé jiné druhy mají naopak dřevo jen málo trvanlivé (např. C. cincinna). Druh C. cincinna se používá k zalesňování. Některé druhy patří mezi medonosné rostliny.
Plody C. speciosa slouží v tradiční medicíně při bolestech zubů, macerát z kůry C. pullei se aplikuje zevně na rány, odřeniny a uštknutí a podává se i vnitřně na střevní parazity. Nálev z listů C. pulchella se pije při nachlazení.
Druh C. zuzygium se pěstuje v tropech jako okrasná dřevina s lesklými sytě zelenými listy a bělavými květenstvími.
Plody a poupata některých druhů (C. aromatica, C. paniculata, C. schiediana) se používají jako náhražka hřebíčku či nového koření.